# 平野流佳
平野 流佳（ひらの るか、2002年3月12日 - ）は、日本のスノーボード選手。大阪府大阪市出身。昇陽高等学校を経て太成学院大学人間学部スポーツ健康学科に学ぶ。所属事務所はトラロックエンターテインメント株式会社。スポンサーはムラサキスポーツ、YONEX、OnitsukaTiger、SMITH、ドミネーター、高鷲スノーパーク、dakine、PAP tune-upService、鎧武者、SIDAS、パーソナルトレーニングジムリアル、globalsnowdesign。

## 来歴
小さいころ父や母の影響でスノーボードを始める。
2018年、札幌ジュニアスノーボード競技会中学生・高校生男子1位、北海道スキー選手権スノーボード競技ハーフパイプ種目FISクラス男子1位。
2019年2月、岐阜県郡上市で開催された第25回全日本スキー選手権郡上大会・スノーボード競技・種目ハーフパイプ31位、JOCジュニアオリンピックカップ第17回全国ジュニアスノーボード競技会兼2019全日本ジュニアスキー選手権郡上大会・スノーボード競技・種目ハーフパイプ2位。世界ジュニア選手権優勝。全日本スキー連盟のネクストヒーロー・ヒロイン賞を受賞。
2020年1月、ローザンヌユースオリンピックに出場し、優勝。
2022年2月、北京オリンピックに日本代表として出場。3位で予選を突破して決勝に進出した。決勝では予選と変更されたハーフパイプの壁に苦戦し12位。
2022/23シーズンのFISスノーボード・ハーフパイプ・ワールドカップを平野流佳が3連勝を飾り、今シーズン初のクリスタルグローブ（種目別優勝）を獲得した。
2024/25シーズンのFISスノーボード・ハーフパイプ・ワールドカップを平野流佳が2連勝を飾りスノーボード・ハーフパイプ男子史上初となる3季連続クリスタルグローブ(種目別優勝)を獲得した

## 人物
- 世界的な選手でありながら太成学院大学人間学部スポーツ健康学科にはスポーツ枠ではなく、オープンキャンパスに参加して一般推薦で入学。平野の入学後に人間学部教授で体育方法学者の高橋清が部長になってスキー部が立ち上がったという逸話がある[6]。

- 所属する太成学院大学スキー部は部員が1人しかいない。

- 小学生のころ、ポケットモンスターのプレーヤーだった。無類のサッカー好きで、マンチェスター・シティFCのサポーター[7]。

## 主な成績
- 2020年　ローザンヌユースオリンピック　優勝[8]。
- 2020年　Calgary  優勝
- 2021年　X Games SuperPipe　3位
- 2021年　CopperMountain　優勝
- 2021年　DewTour 3位
- 2022年　Mammoth Mountain  2位*2022年　北京オリンピック　12位[9]。

- 2022年　全日本選手権　優勝
- 2023年　LAAX Open 優勝

- 2023年　Mammoth Mountain　優勝

- 2023年　Calgary　優勝